# 아오야기촌 (사이타마현)
아오야기촌(青柳村)은 사이타마현의 북서부, 고다마군에 속했던 촌이다.

## 지리
현재의 가미카와정에 해당한다.

## 역사
- 1889년 4월 1일 - 정촌제 시행에 의해 아오야기촌이 성립하였다.
- 1896년 3월 29일 - 고다마군, 나카군과 통합해 고다마군 아오야기촌이 되었다.
- 1954년 5월 3일 - 단쇼촌과 합병해 가미카와촌이 신설되었다.